# Marcus Bosch

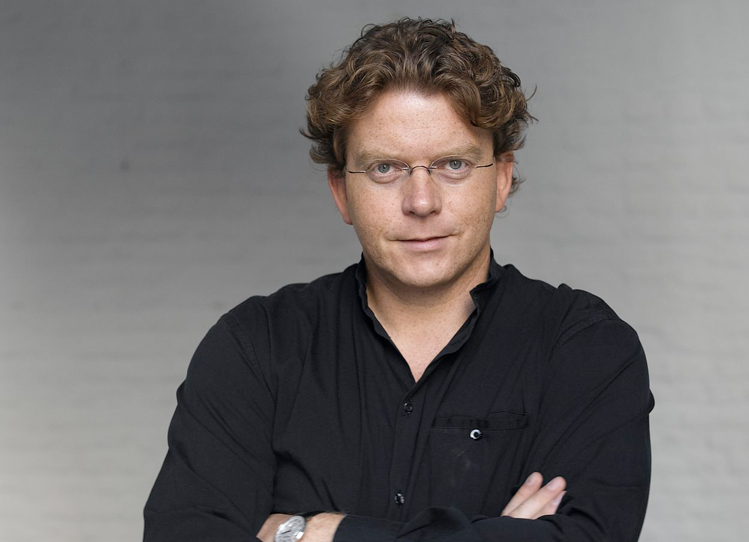
Marcus Bosch (2008)

Marcus Bosch (* 28. Oktober 1969 in Heidenheim an der Brenz) ist ein deutscher Dirigent. Von 2002 bis 2012 war er Generalmusikdirektor der Stadt Aachen, von 2011 bis 2018 Generalmusikdirektor des Staatstheaters Nürnberg. Seit Mai 2009 ist Bosch zudem künstlerischer Direktor der Opernfestspiele Heidenheim. Zum Oktober 2016 wurde Marcus Bosch zum ordentlichen Professor für Dirigieren an die Musikhochschule München berufen. 2016 wurde er zudem zum 1. Gastdirigenten der Südwestdeutschen Philharmonie ernannt, 2018 zum „Conductor in residence“, 2020 zum Chefdirigenten der Norddeutschen Philharmonie in Rostock.

## Leben
Nach dem Studium  entschied sich Marcus Bosch für den Weg des klassischen Kapellmeisters und erarbeitete sich u. a. in Osnabrück, Wiesbaden, Halle und Saarbrücken sehr früh ein umfangreiches Repertoire in Symphonik und Oper.
Im Jahr 1999 wurde er bei einem von Paul Goodwin geleiteten Seminar für junge Dirigenten im Rahmen der Händel-Festspiele für den Händel-Förderpreis der Stadt Halle ausgewählt.
Als Gast dirigiert er beim Orchestre National de Belgique, dem Orchestre Philharmonique du Luxembourg, dem Orchestra Nazionale della RAI Torino, den Düsseldorfer Symphonikern, dem MDR-Sinfonieorchester, dem RSB und dem DSO Berlin, den Münchner Philharmonikern, der Sächsischen Staatsoper und Staatskapelle Dresden, dem Theater Dortmund, der GöteborgsOperan und an der Komischen Oper Berlin.
Der Hamburgischen Staatsoper ist er mittlerweile als ständiger Gast verbunden. Nach seinem Debüt mit Fidelio im September 2005 erfolgten umgehend Wiedereinladungen für u. a. Die Entführung aus dem Serail, Der Freischütz, Falstaff (Verdi), Der fliegende Holländer und York Höllers Meister und Margarita.
Im Oktober 2006 dirigierte Marcus Bosch anlässlich der Verleihung des Deutschen Musikpreises ECHO Klassik die Münchner Philharmoniker, eine Veranstaltung, die vom ZDF live übertragen wurde und sofort zu einer Wiedereinladung nach München führte.
Mit dem Sinfonieorchester Aachen hat Marcus Bosch unter anderem Werke von Bruckner, Mahler, Mozart, Verdi und Wagner eingespielt. Besonders seine Interpretationen von Bruckners  Symphonien finden international ein hohes Maß an Anerkennung. Marcus Bosch gehört auch zum Kreis der Dirigenten, die Bruckners 3. Symphonie in der Urfassung von 1873 eingespielt haben. In Aachen dirigierte er die erste im Internet frei zugängliche Live-Premiere einer Salome. Die Kurpark Classixs, Pferd und Sinfonie sind von ihm gegründete und bleibende Formate. In seiner 10-jährigen Amtszeit haben sich die Zuschauerzahlen um 400 % gesteigert.
Zur Spielzeit 2011/2012 trat Marcus Bosch die Nachfolge von Chefdirigent Christof Prick am Staatstheater Nürnberg an, gleichzeitig erfüllte er in dieser Spielzeit auch seine Verpflichtungen in Aachen. Zur Saison 2012/2013 trat Kazem Abdullah Boschs Nachfolge in Aachen an.
Mit seinem Vertragsantritt konnte er das Orchester um fünf feste Stellen vergrößern und gründete wie in Aachen eine Akademie für junge Musiker. Seine erste Premiere der Meistersinger von Nürnberg wurde für ARTE und DVD produziert. In derselben Spielzeit startete er eine vielbeachtete Gesamtaufnahme der Sinfonien und Sinfonischen Dichtungen von Antonín Dvořák für Covielloclassics. Die Premiere von Wagners Tristan und Isolde war die erste live in über 60 Kinos übertragene Premiere einer Oper. Mit Janàčeks Aus einem Totenhaus, Regie Calixto Bieito und Die Sache Makropulos gastierte er mit dem Staatstheater beim Janàček Festival in Brno.
Weitere Regiepartner waren u. a. David Boesch Norma, Peter Konwitschny Die Soldaten, La Traviata und Georg Schmidleitner Der Ring des Nibelungen, Elektra, Don Giovanni und Calixto Bieito Les Troyens.
Zahlreiche Produktionen wurden wie der Ring des Nibelungen oder Arabella vom BR aufgezeichnet oder live gesendet.
Im Konzertbereich entstanden zahlreiche neue Formate teilweise an neuen Spielorten.
Nach der Spielzeit 2017/2018 verließ Bosch das Staatstheater Nürnberg und widmete sich seither als Vollzeitprofessor seiner Lehrtätigkeit in München, unter anderem als Leiter des Hochschulorchesters – neben seinen weiteren beruflichen Verpflichtungen als künstlerischer Direktor der Opernfestspiele Heidenheim und weltweit gefragter Gastdirigent.
Seit der Spielzeit 2020/2021 ist Bosch Chefdirigent der Norddeutschen Philharmonie Rostock und übernimmt damit zugleich auch die personelle Verantwortung für das Orchester des Volkstheaters Rostock.

## Diskografie
| Titel                                                                                  | Medium      | Jahr | Musikverlag        |
| -------------------------------------------------------------------------------------- | ----------- | ---- | ------------------ |
| Ludwig van Beethoven, Missa solemnis                                                   | CD          | 2008 | Coviello Classics  |
| Johannes Brahms, Sinfonien 1 & 4                                                       | Hybrid SACD | 2006 | Coviello Classics  |
| Johannes Brahms, Ein deutsches Requiem                                                 | Hybrid SACD | 2007 |                    |
| Anton Bruckner, Sinfonie Nr. 1                                                         | Hybrid SACD | 2011 | Coviello Classics  |
| Anton Bruckner, Sinfonie Nr. 2                                                         | Hybrid SACD | 2010 | Coviello Classics  |
| Anton Bruckner, Sinfonie Nr. 3                                                         | Hybrid SACD | 2006 | Coviello Classics  |
| Anton Bruckner, Sinfonie Nr. 4                                                         | Hybrid SACD | 2008 | Coviello Classics  |
| Anton Bruckner, Sinfonie Nr. 5                                                         | Hybrid SACD | 2005 | Coviello Classics  |
| Anton Bruckner, Sinfonie Nr. 6                                                         | Hybrid SACD | 2005 | Coviello Classics  |
| Anton Bruckner, Sinfonie Nr. 7                                                         | Hybrid SACD | 2004 | Coviello Classics  |
| Anton Bruckner, Sinfonie Nr. 8                                                         | Hybrid SACD | 2003 | Coviello Classics  |
| Anton Bruckner, Sinfonie Nr. 9                                                         | Hybrid SACD | 2007 | Coviello Classics  |
| Georg Friedrich Händel, Alexanderfest oder die Macht der Musik                         | Hybrid SACD | 2007 | Coviello Classics  |
| Gustav Mahler, Sinfonie Nr. 2 c-Moll „Auferstehung“                                    | CD          | 2005 |                    |
| Felix Mendelssohn Bartholdy, Sinfoniene Nr. 1 & 5                                      | Hybrid SACD | 2009 | Coviello Classics  |
| Wolfgang Amadeus Mozart, concertos for two pianos KV 365 & 242                         | Hybrid SACD | 2005 | Oehms Classics     |
| Wolfgang Amadeus Mozart, Geistliche Werke                                              | Hybrid SACD | 2006 | Coviello Classics  |
| Wolfgang Amadeus Mozart, Requiem                                                       | Hybrid SACD | 2003 | Coviello Classics  |
| Marijn Simons, secret notes                                                            | CD          | 2004 | Northwest Classics |
| Mikis Theodorakis, Rhapsody for Cello and Orchestra, Suite from „Les amants de Téruel“ | Hybrid SACD | 2005 | Coviello Classics  |
| Giuseppe Verdi, Missa da Requiem                                                       | Hybrid SACD | 2005 | Coviello Classics  |
| Richard Wagner, Die Meistersinger von Nürnberg                                         | DVD         | 2011 | Coviello Classics  |
| World of Baroque Vol. 5                                                                | CD          | 2003 | EMI                |
| „Aufbruch“ Kammerphilharmonie Graubünden                                               | CD          | 2004 |                    |